# Оберау
Оберау (нім. Oberau) — громада в Німеччині, розташована в землі Баварія. Підпорядковується адміністративному округу Верхня Баварія. Входить до складу району Гарміш-Партенкірхен.
Площа — 17,86 км2. Населення становить 3173 ос. (станом на 31 грудня 2020).